# 飼い葉桶

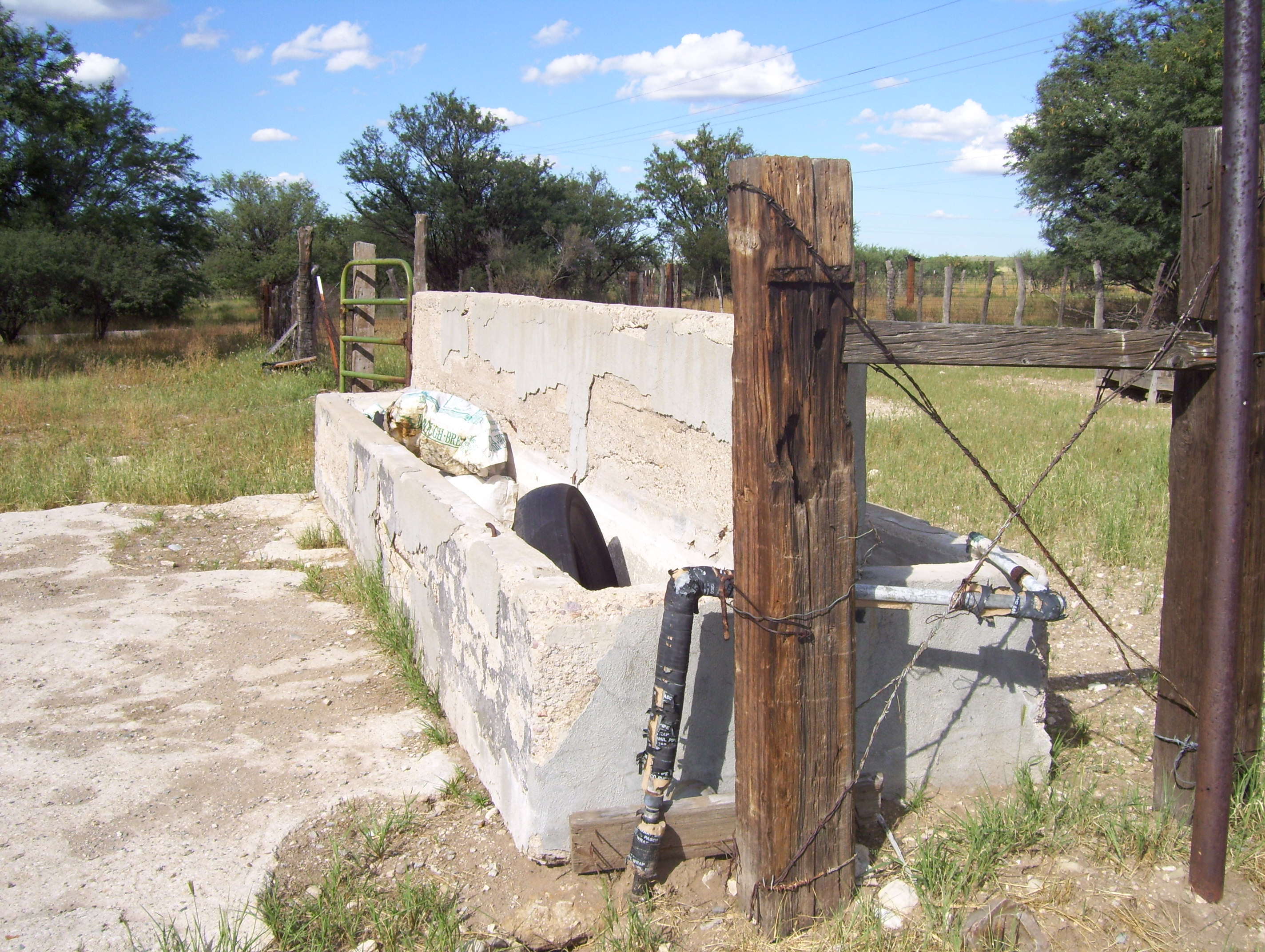
アリゾナ州エンパイア牧場で見かける現代の飼い葉桶。

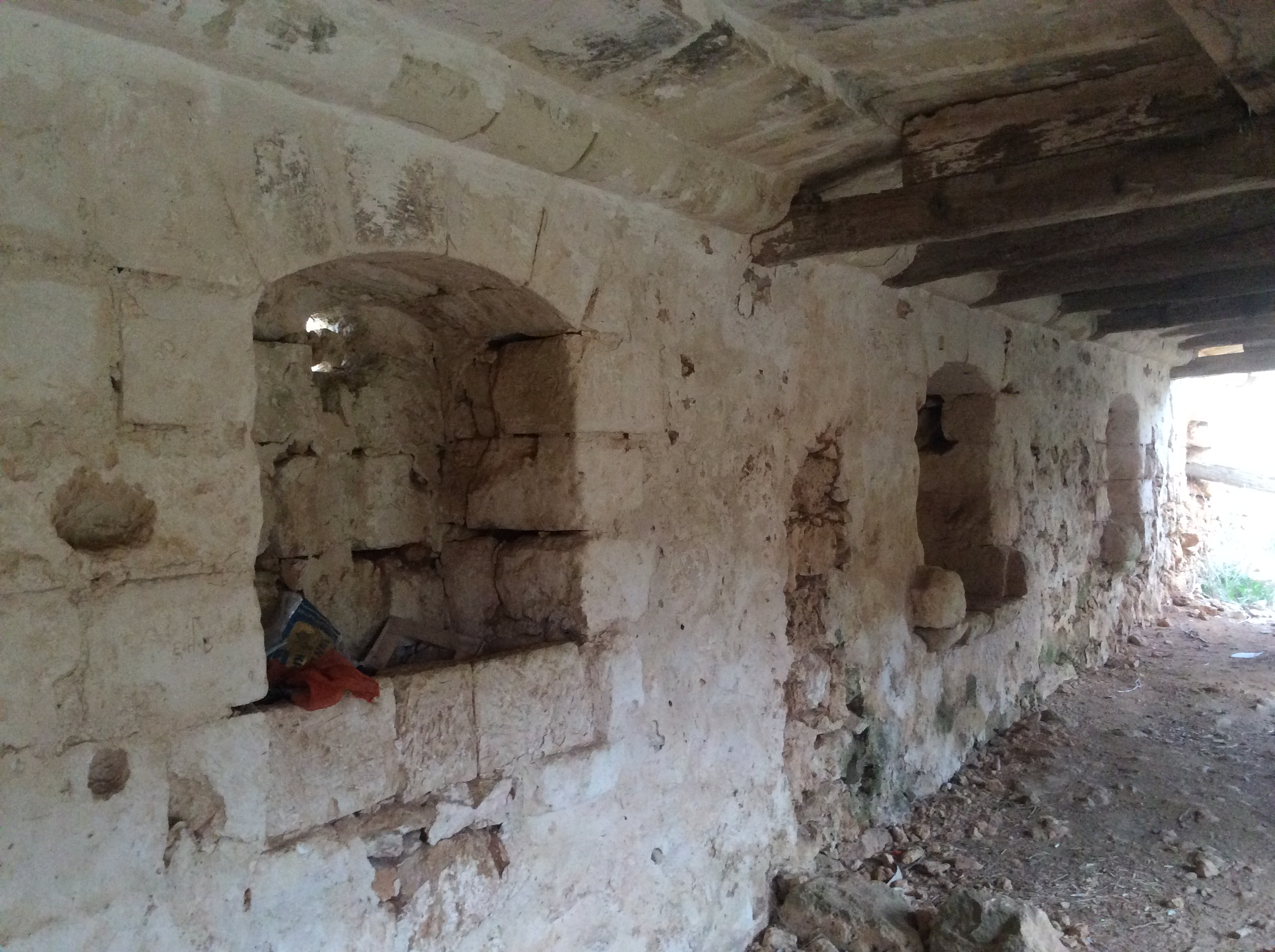
マルタのメリエハにある「悪魔の農家」にある18世紀の石灰岩の桶。

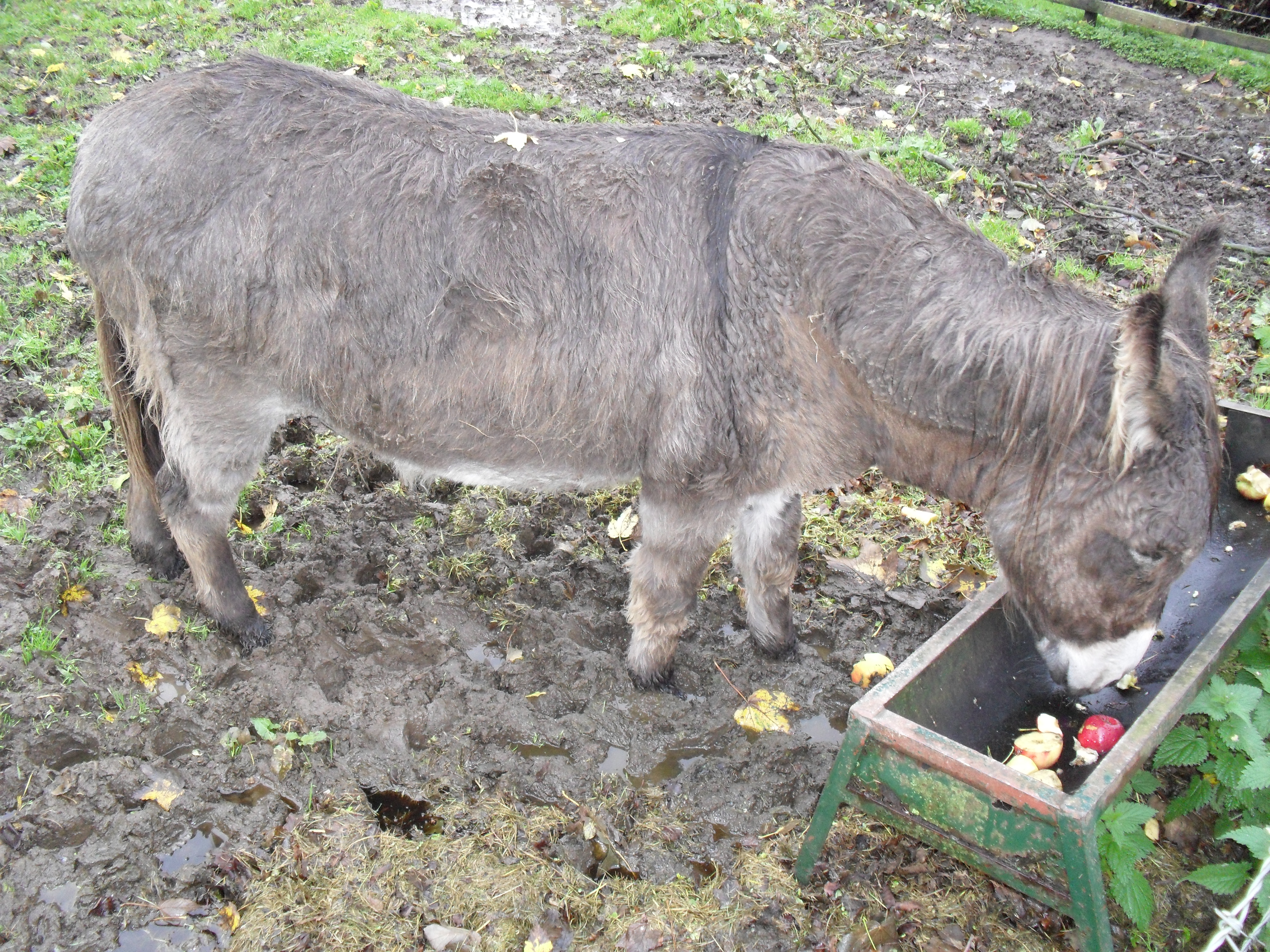
鉄の桶からリンゴを食べるロバ。

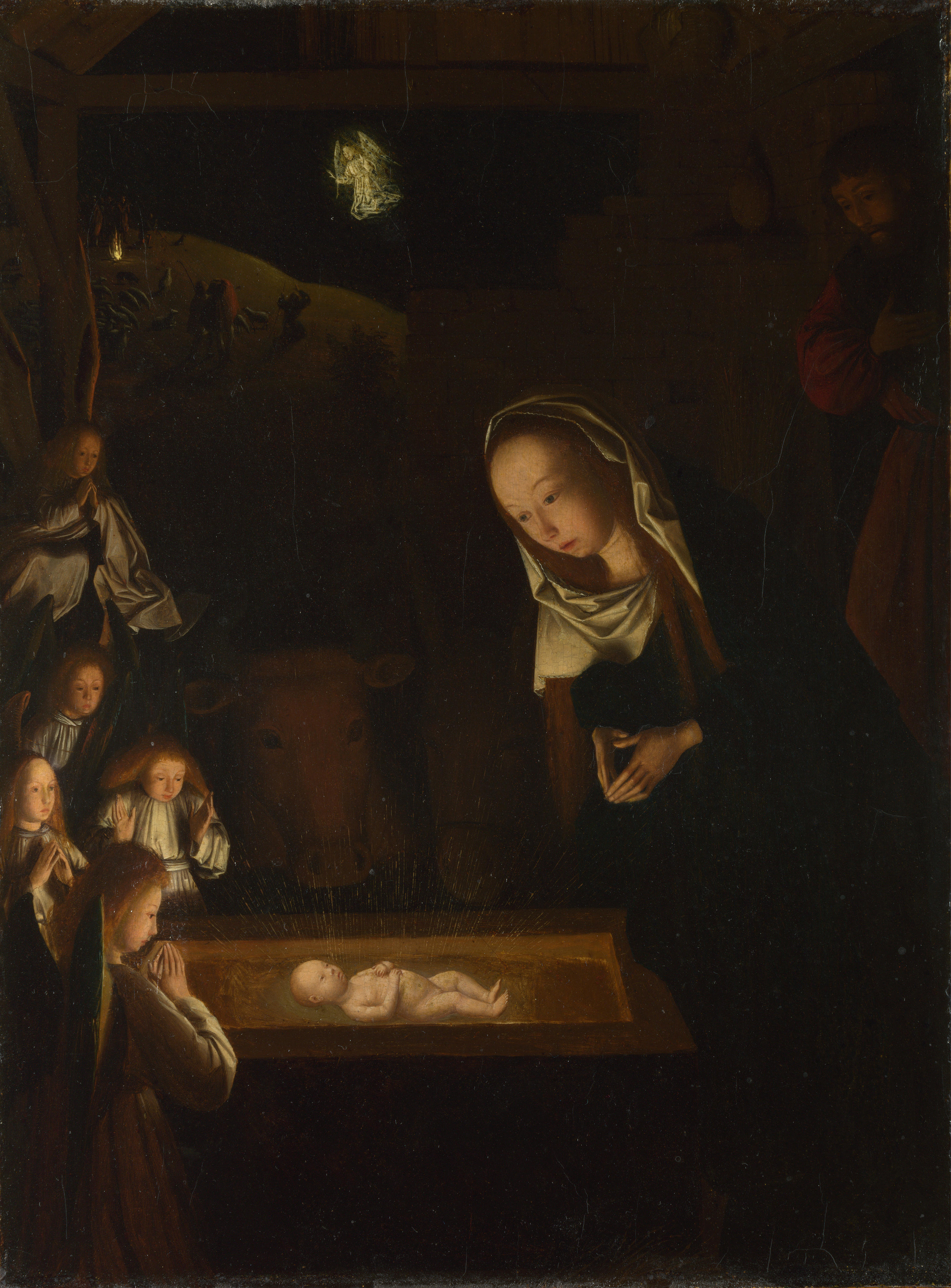
夜のキリスト降誕（ヘールトヘン・トット・シント・ヤンス作、1490年ごろ。

飼い葉桶（かいばおけ）とは、飼料を入れるための棚、または動物の餌を入れるための構造物や餌入れのことである。語源は古フランス語のmangier（「食べる」の意）で、ラテン語のmandere（「噛む」の意）に由来する。

飼い葉桶は主に家畜の飼育用の飼料を入れるために使われる桶で、一般に厩舎や農場で見られる。また、自然保護区などでは、野生動物の餌入れとしても使われる。
家畜や非家畜に飲料水を供給する同様の桶は水桶であり、給水槽と呼ばれるより大きな水桶の一部である場合もある。

## キリスト教における飼い葉桶
飼い葉桶は、マリアとヨセフが、やむを得ず客間ではなく動物用の部屋に泊まることを余儀なくされ、飼い葉桶を赤ん坊イエスのための間に合わせのベビーベッドとして使用したキリストの降誕の場面に関連している（ギリシア語: φάτνη phatnē; ルカによる福音書2:7）。